# Кузябаево
Кузябаево — деревня в Перелюбском районе Саратовской области России. Относится к Первомайскому муниципальному образованию.
Население — 66 (2010)

## География
Деревня расположена в южной части района, на реке Камелик, до районного центра 46 км[уточнить].
В Кузябаеве три улицы:
- ул. Набережная
- ул. Озёрная
- ул. Старая

## История
Деревня основана в 1798 году. Деревня отмечена на карте земель Оренбургского, Уральского и Башкирского казачьих войск 1858 года в границах Башкирского отделения Уральского казачьего войска
Согласно Списку населённых мест Самарской губернии, по сведениям за 1889 год, деревня являлась административный центром Кузябаевской волости Николаевского уезда. Земельный надел составлял 6502 десятины удобной и 1400 десятин неудобной земли. Деревню населяли башкиры, магометане, всего 429 жителей.
Согласно Списку населённых мест Самарской губернии 1910 года в деревне проживали 201 мужчина и 208 женщины, в деревне имелись волостное правление, мечеть, урядник, 1 ветряная мельница.
В 2011 году деревня была частично затоплена после паводка.

## Население
Динамика численности населения по годам:
| Годы      | 1889 | 1897 | 1910 | 2002 |
| --------- | ---- | ---- | ---- | ---- |
| Население | 429  | 466  | 409  | 121  |

| 2002 | 2010 |
| ---- | ---- |
| 121  | ↘66  |

Национальный состав
Согласно результатам переписи 2002 года, в национальной структуре населения башкиры составляли 91 %.

## Инфраструктура
Имеется начальная общеобразовательная школа.